# قريدة (الجميمة)

تعديل مصدري - تعديل

قريدة هي إحدى قرى عزلة مساهر مور بمديرية الجميمة التابعة لمحافظة حجة، بلغ تعداد سكانها 445 نسمة حسب تعداد اليمن لعام 2004.